# Jet4you
 (février 2024).

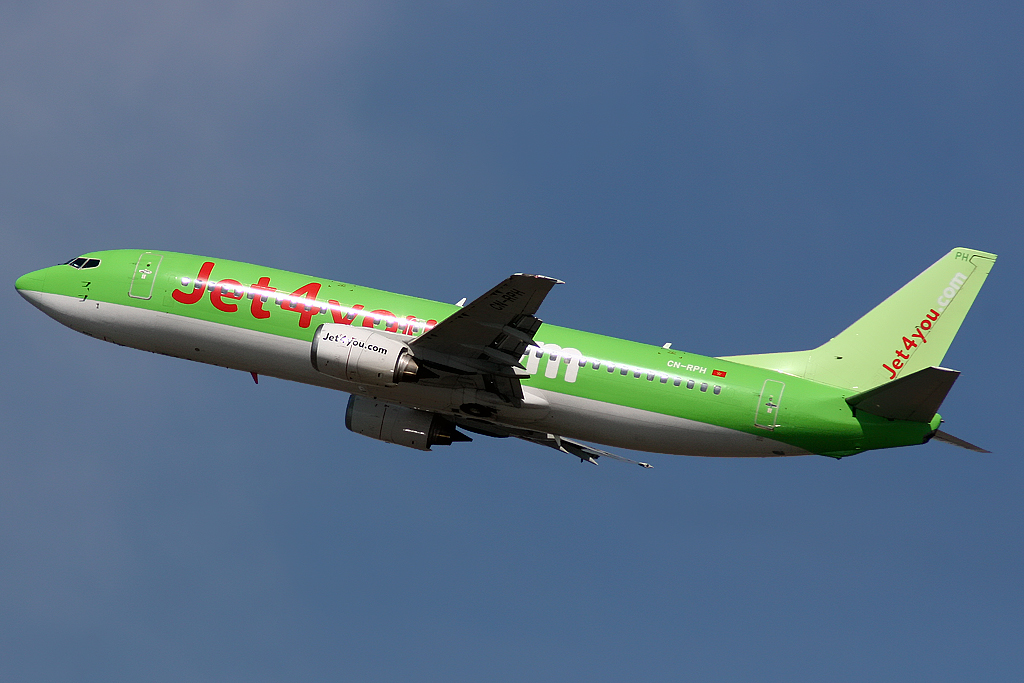
Boeing 737-400 Jet4you

Jet4you (code IATA : 8A ; code OACI : JFU) était une compagnie aérienne à bas prix marocaine basée à l'aéroport de Casablanca, présidé par Karim Baina. Elle est intégrée depuis mai 2012 dans la compagnie belge Jetairfly, devenue en 2016 TUI fly Belgium.

## Historique

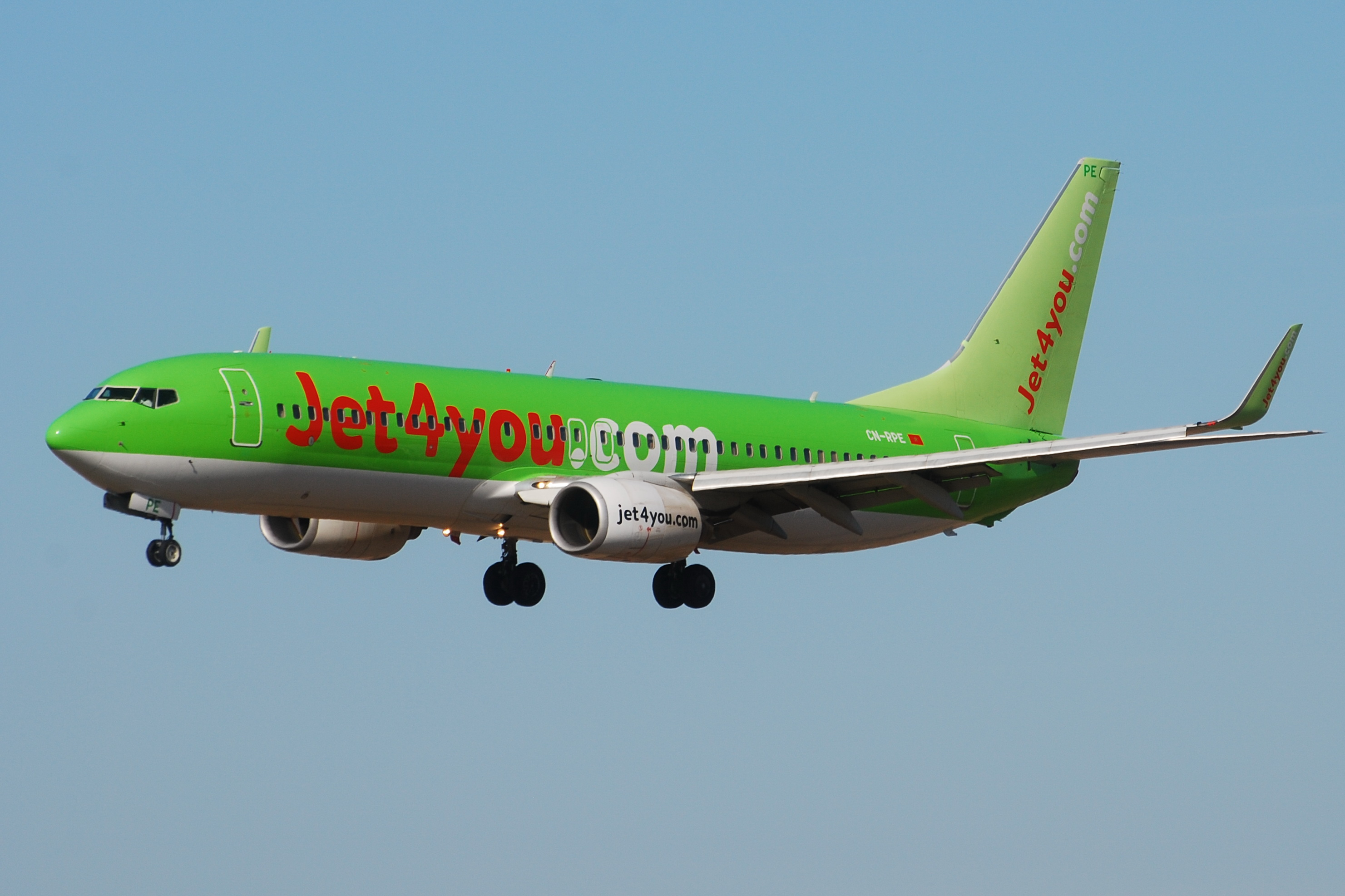
Boeing 737-8K5 (code CN-RPE) Jet4you pris en photo à l'aéroport de Toulouse-Blagnac (LFBO) en France.

Créée en 2006 par un consortium de groupements marocains et détenue à 100% par le groupe international TUI Travel PLC, Jet4you était la première compagnie aérienne privée à bas prix du Maroc. Ses premiers vols reliant l'Europe au Maroc ont été effectués en février 2006.
Jawad Ziyat présidait le directoire de la compagnie.
Le réseau de l'ancienne compagnie reliait le Maroc à quatre pays européens : la France, la Belgique, l'Italie et l'Espagne. Jet4you a également développé un réseau charter sur cinq pays : l’Irlande, l’Espagne, l’Allemagne, la Suisse et la France.
En janvier 2012, fragilisée par les crises consécutives ayant touché le secteur de l'aérien et par la concurrence qui a suivi la signature des accords de l'Open Sky sur le marché marocain, Jet4you s'unit à sa sœur compagnie belge Jetairfly, filiale du groupe TUI Travel Belgium, à son tour filiale du premier groupe touristique mondiale TUI Travel PLC.
Aujourd'hui, l'activité de Jet4you est intégrée dans les opérations de Jetairfly. En 2012, la flotte de Jetairfly compte 22 avions récents et écologiques, principalement des Boeing 737 nouvelle génération dont la moyenne d'âge est de cinq ans.

## Activité et réseau
Jet4you a transporté depuis sa création et jusqu'à son intégration dans Jetairfly plus de 4.5 millions de passagers : des touristes européens, des hommes d'affaires, des Marocains résidant à l'étranger et des Marocains souhaitant se rendre en Europe.
En 2013, sous la marque Jetairfly, la compagnie maintient son activité sur le Maroc et offre des vols réguliers et des vols vacances au départ de dix aéroports marocains vers cinq pays européens : la France, la Belgique, l'Espagne, l'Italie et les Pays-Bas.  
Au départ de la Belgique, la compagnie dispose d'un réseau de 140 routes vers 88 destinations et assure des vols vers la Méditerranée, les îles Canaries, la mer Rouge, Cap-Vert, l'Afrique, l'Asie et les Caraïbes.